# Kate Hudson
Kate Hudson (Los Angeles, Kalifornija, 19. travnja 1979.), američka  glumica, dobitnica Zlatnog globusa.

## Životopis
Kate Hudson rodila se i odrasla u Los Angelesu. Njena majka je slavna glumica Goldie Hawn, a otac Bill Hudson, glumac i komičar. Roditelji su joj se razveli 18 mjeseci nakon njenog rođenja pa je odrasla s majkom i očuhom Kurtom Russellom, kojega Kate smatra svojim drugim ocem. Ima mađarske, talijanske i židovske krvi.
Maturirala je 1997. godine i počela se baviti glumom, iako je bila primljena na Njujorško sveučilište. Kao dijete slavnih roditelja nije htjela da ju se povezuje s njima, ili da dobiva uloge zbog svog porijekla.
Prva značajna uloga bila joj je ona u filmu Korak do slave iz 2000. godine, za koju je nominirana za Oscara, a dobila je Zlatni globus. Među daljnja ostvarenja ubrajaju se naslovi Četiri pera (2002.), Alex i Emma (2003.), Kako se riješiti frajera u 10 dana (2003. - partner Matthew McConaughey), Ključ tajni (2005.) i Ti, ja i Dupree - partner - Owen Wilson, Nije zlato sve što sja (2008). Do sada je ostvarila 19 uloga.
Hudson je sedam godina bila udana za Chrisa Robinsona, pjevača rock skupine The Black Crowes, s kojim ima sina Rydera. Par se razveo 2007. godine. Kratko je hodala s Owenom Wilsonom, a nakon što je on, nekoliko mjeseci nakon prekida njihove veze, pokušao samoubojstvo, pojavile su se brojne špekulacije oko njegovog motiva za taj čin. Par je u proljeće 2008. kratko vrijeme ponovo bio zajedno, da bi Hudson u svibnju počela izlaziti s bivšim biciklističkim prvakom Lanceom Armstrongom.
Iako je Kate Hudson odgojena kao Židovka, nije pretjerano religiozna, ali je naglasila da je ljuti antisemitizam koji je vidjela u Parizu. Tužila je englesko izdanje časopisa "The National Enquirer" nakon što su napisali da je "neprirodno mršava". Časopis "People" svrstao ju je u svibnju 2008. na prvo mjesto liste "Sto najljepših ljudi na svijetu".

## Vanjske poveznice
- Kate Hudson u internetskoj bazi filmova IMDb-u (engl.)
- Kate Hudson Net  Arhivirana inačica izvorne stranice od 12. srpnja 2010. (Wayback Machine)